# Le Vieux Jardin
Pour plus de détails, voir Fiche technique et Distribution.
Le Vieux Jardin (hangeul : 오래된 정원 ; RR : Oraedoen jeongwon) est un film dramatique sud-coréen écrit et réalisé par Im Sang-soo, sorti en 2006.

## Synopsis
Hyun-woo est un militant socialiste ayant participé aux manifestations de 1980, durement réprimées par l'armée. Contraint de se cacher, il fait la rencontre de Yoon-hee. Mais, rapidement, il est retrouvé par les autorités et jeté en prison pendant dix-sept ans. À sa sortie, il retourne dans la région où il a connu Yoon-hee.
Ce film est adapté du livre éponyme de Hwang Sok-yong.

## Fiche technique
- Titre : Le Vieux Jardin
- Titre original : 오래된 정원 (Oraedoen jeongwon)
- Titre anglais : The Old Garden
- Réalisation : Im Sang-soo
- Scénario : Im Sang-soo, d'après le roman de Hwang Sok-yong
- Photographie : Kim Woo-hyung
- Montage : Lee Eun-soo
- Musique : Kim Hong-jib
- Société de production : MBC Production
- Société de distribution : Lotte Entertainment
- Pays de production : Corée du Sud
- Langue originale : coréen
- Format : couleur - 2.35 : 1 - Dolby Digital - 35 mm
- Genre : Drame, historique et romance
- Durée : 112 minutes
- Dates de sortie :
  - Espagne (Festival international du film de Saint-Sébastien) : 24 septembre 2006
  - Corée du Sud : 4 janvier 2007
  - France : 11 avril 2007

## Distribution
- Yum Jung-ah : Yoon-hee
- Ji Jin-hee : Hyun-woo
- Yoon Hee-seok : Young-jak
- Kim Yu-li : Mi-kyung
- Lee Eun-sung : Eun-gyul